# Năm thường bắt đầu vào Thứ hai

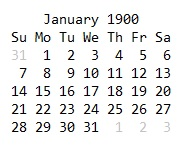
Lịch tháng 1 năm 1900, với ngày 1 rơi vào Thứ Hai

Một năm thường bắt đầu vào Thứ Hai là năm không nhuận bất kỳ nào (năm có 365 ngày) bắt đầu vào Thứ Hai, ngày 1 tháng 1 và kết thúc vào Thứ Hai, ngày 31 tháng 12 . Do đó chữ cái Dominical của nó là G. Năm gần đây nhất thuộc loại này là 2018 và năm tiếp theo sẽ là 2029 theo Công lịch, tương tự với 2019 và 2030 theo lịch Julius.Trong thế kỷ sẽ có 3 năm-thường-khả-thi dạng này mà một trong số chúng có năm-thế-kỷ (năm bắt đầu của thế kỷ) khi chia cho 400 sẽ có số dư là 300. Năm gần đây nhất là năm 1900 và năm tiếp theo sẽ là năm 2300.
Bất cứ năm thường nào bắt đầu vào Thứ Hai đều có hai ngày thứ Sáu ngày 13 xảy ra vào tháng Tư và tháng Bảy. Từ tháng 7 của năm trong loại năm này đến tháng 9 của năm tiếp theo cùng loại năm này là quãng thời gian dài nhất không có thứ Sáu ngày 13; trừ khi năm liền theo là năm nhuận bắt đầu từ thứ Ba, trong trường hợp này khoảng cách giảm xuống chỉ còn 11 tháng, vì thứ Sáu ngày 13 tiếp theo là vào tháng Sáu. Thời gian từ tháng 7 của năm trước loại năm này đến tháng 9 năm thuộc loại năm này là khoảng thời gian dài nhất không có ngày thứ Hai May Mắn. Những năm nhuận bắt đầu từ ngày thứ Sáu cũng chung đặc điểm này, từ tháng 8 của năm thường trước đó đến tháng 10 năm cùng loại.

## Chu kỳ
Trong dương lịch hiện tại, cùng với các năm bắt đầu bằng Chủ nhật, Thứ tư, Thứ Sáu hay Thứ Bảy, có 40 dạng năm lặp lại thẹo chu kỳ 400 năm. Có 40 năm thường của mỗi chu kỳ bắt đầu vào thứ Hai. Chu kỳ phụ 28 năm chỉ xuất hiện trong những năm-thế-kỷ chia hết cho 400, ví dụ: 1600, 2000 và 2400.
| Thập kỷ --> | thứ nhất            | thứ nhất            | thứ hai             | thứ ba              | thứ ba              | thứ tư              | thứ năm             | thứ sáu             | thứ sáu             | thứ bảy             | thứ tám             | thứ tám             | thứ chín            | thứ chín            | thứ mười | thứ mười |
| ----------- | ------------------- | ------------------- | ------------------- | ------------------- | ------------------- | ------------------- | ------------------- | ------------------- | ------------------- | ------------------- | ------------------- | ------------------- | ------------------- | ------------------- | -------- | -------- |
| Thế kỷ 16   | Chưa được công nhận | Chưa được công nhận | Chưa được công nhận | Chưa được công nhận | Chưa được công nhận | Chưa được công nhận | Chưa được công nhận | Chưa được công nhận | Chưa được công nhận | Chưa được công nhận | Chưa được công nhận | Chưa được công nhận | Chưa được công nhận | Chưa được công nhận | 1590     | 1590     |
| Thế kỷ 17   | 1601                | 1607                | 1618                | 1629                | 1629                | 1635                | 1646                | 1657                | 1657                | 1663                | 1674                | 1674                | 1685                | 1685                | 1691     | 1691     |
| Thế kỷ 18   | 1703                | 1703                | 1714                | 1725                | 1725                | 1731                | 1742                | 1753                | 1759                | —                   | 1770                | 1770                | 1781                | 1787                | 1798     | 1798     |
| Thế kỷ 19   | —                   | —                   | 1810                | 1821                | 1827                | 1838                | 1849                | 1855                | 1855                | 1866                | 1877                | 1877                | 1883                | 1883                | 1894     | 1900     |
| Thế kỷ 20   | 1906                | 1906                | 1917                | 1923                | 1923                | 1934                | 1945                | 1951                | 1951                | 1962                | 1973                | 1979                | —                   | —                   | 1990     | 1990     |
| Thế kỷ 21   | 2001                | 2007                | 2018                | 2029                | 2029                | 2035                | 2046                | 2057                | 2057                | 2063                | 2074                | 2074                | 2085                | 2085                | 2091     | 2091     |
| Thế kỷ 22   | 2103                | 2103                | 2114                | 2125                | 2125                | 2131                | 2142                | 2153                | 2159                | —                   | 2170                | 2170                | 2181                | 2187                | 2198     | 2198     |
| Thế kỷ 23   | —                   | —                   | 2210                | 2221                | 2227                | 2238                | 2249                | 2255                | 2255                | 2266                | 2277                | 2277                | 2283                | 2283                | 2294     | 2300     |
| Thế kỷ 24   | 2306                | 2306                | 2317                | 2323                | 2323                | 2334                | 2345                | 2351                | 2351                | 2362                | 2373                | 2379                | —                   | —                   | 2390     | 2390     |

| Chu kỳ  | Năm | Năm | Năm | Năm | Năm | Năm | Năm | Năm | Năm | Năm | Năm |
| 0–99    | 1   | 7   | 18  | 29  | 35  | 46  | 57  | 63  | 74  | 85  | 91  |
| 100–199 | 103 | 114 | 125 | 131 | 142 | 153 | 159 | 170 | 181 | 187 | 198 |
| 200–299 | 210 | 221 | 227 | 238 | 249 | 255 | 266 | 277 | 283 | 294 |     |
| 300–399 | 300 | 306 | 317 | 323 | 334 | 345 | 351 | 362 | 373 | 379 | 390 |

## Ngày lễ

### Quốc tế
- Lễ Tình nhân vào thứ Tư
- Halloween vào thứ Tư
- Giáng sinh vào Thứ Ba
- Ngày Quốc tế Lao động vào Thứ Ba

### Việt Nam
- Ngày thành lập Đảng Cộng sản Việt Nam vào thứ Bảy
- Lễ kỷ niệm thống nhất Đất nước vào thứ Hai
- Ngày quốc khánh vào Chủ nhật